# Oblastní rada Tamar
Oblastní rada Tamar (hebrejsky מועצה אזורית תמר, Mo'aca azorit Tamar) je oblastní rada (jednotka územní správy a samosprávy) v jižním distriktu v Izraeli.
Rozkládá se ve východní a severovýchodní části Negevské pouště a na jihovýchodním okraji Judské pouště, podél západního a jižního břehu Mrtvého moře a podél údolí údolí al-Araba. Jde o aridní oblast s výrazně zvlněným terénem. Plocha Oblastní rady Tamar dosahuje 1650 kilometrů čtverečních a jde tak o územně jednu z nejrozsáhlejších oblastních rad v Izraeli.

## Dějiny

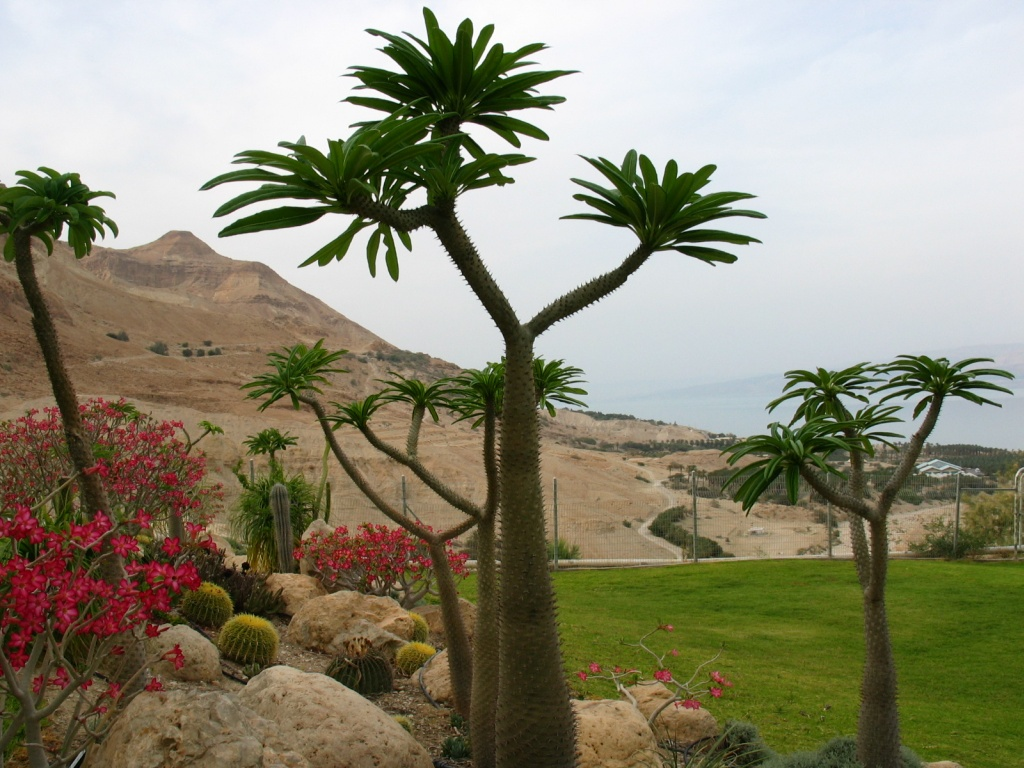
Botanická zahrada v kibucu Ejn Gedi

Židovská sídelní síť zde začala vznikat až ve 2. polovině 20. století, tedy po válce za nezávislost a vzniku státu Izrael v roce 1948. Území ovládla izraelská armáda během Operace Lot na konci roku 1948 a během Operace Uvda a Operace Jicuv v březnu 1949. Doplňování osídlení zde pokračuje do současnosti, jde stále o velmi řídce osídlenou pouštní krajinu.
Oblastní rada Tamar byla založena 24. května 1956. Její jméno odkazuje na biblickou lokalitu Támar zmiňovanou v Knize Ezechiel 47,19 Hebrejské slovo Tamar zároveň znamená „palma“.
Starostou rady je דב ליטבינוף – Dov Litvinof. Prvním představitelem rady byl Jehuda Almog (Kopelivič), který ve zdejší oblasti žil od roku 1934. Rada má velké pravomoci zejména v provozování škol, územním plánování a stavebním řízení nebo v ekologických otázkách. Sídlo úřadů oblastní rady se nachází ve vesnici Neve Zohar.

## Seznam sídel
Oblastní rada Tamar zahrnuje pět sídel. Další sídla nejsou administrativně uznána za samostatné obce ale mají separátní členský status v rámci oblastní rady. Mezi zdejší ekonomicky významná sídla a velké zaměstnavatele patří i chemická továrna Dead Sea Works či hotelový distrikt u Mrtvého moře poblíž Neve Zohar Ejn Bokek. Z turisticky atraktivních míst se zde nachází národní park Ejn Gedi či Masada.
Kibucy
- Ejn Gedi
- Ir Ovot (kibuc v 80. letech zrušen, na jeho místě stále žije několik rodin)

Mošavy
- Ne'ot ha-Kikar
- Ejn Chaceva
- Ejn Tamar

Společné osady
- Har Amasa (původně kibuc)
- Neve Zohar

## Demografie
Podle Centrálního statistického úřadu žilo v oblastní radě k roku 2007 celkem 2300 obyvatel, z čehož byla zhruba polovina Židů (51,4 %) žijících v pěti sídlech a polovina Arabů (48,6 %). Roční přírůstek činil 0,7%. K 31. prosinci 2014 žilo v Oblastní radě Tamar 1400 obyvatel. Z celkové populace bylo 1300 Židů. Včetně statistické kategorie "ostatní" tedy nearabští obyvatelé židovského původu, ale bez formální příslušnosti k židovskému náboženství jich bylo 1300.
| Rok            | 1972 | 1983 | 1995  | 2006  | 2008  | 2009  | 2010  | 2011  | 2012  | 2013  | 2014  |
| -------------- | ---- | ---- | ----- | ----- | ----- | ----- | ----- | ----- | ----- | ----- | ----- |
| Počet obyvatel | 700  | 900  | 2 300 | 2 300 | 2 300 | 1 300 | 1 300 | 1 300 | 1 300 | 1 300 | 1 400 |